# Giulia Senn
Giulia Senn (* 19. Dezember 2001) ist eine Schweizer Sprinterin, die sich auf den 400-Meter-Lauf spezialisiert hat.

## Sportliche Laufbahn
Erste internationale Erfahrungen sammelte Giulia Senn beim Europäischen Olympischen Jugendfestival (EYOF) 2017 in Győr, bei dem sie in 56,75 s den sechsten Platz über 400 Meter belegte. Im Jahr darauf schied sie bei den U18-Europameisterschaften ebendort mit 57,28 s in der ersten Runde aus und belegte mit der Schweizer Sprintstaffel (1000 Meter) in 2:13,57 min den achten Platz. 2019 schied sie bei den U20-Europameisterschaften in Borås mit 54,41 s im Vorlauf aus und gelangte mit der 4-mal-400-Meter-Staffel mit 3:38,14 min auf Rang sieben. 2021 belegte sie mit der Staffel in 3:34,14 min den achten Platz bei den U23-Europameisterschaften in Tallinn und 2023 belegte sie in der 1. Liga der Team-Europameisterschaft, die im Zuge der Europaspiele in Chorzów stattfanden, in 52,22 s den zweiten Platz im B-Lauf über 400 Meter. Zudem wurde sie in der Mixed-Staffel in 3:14,22 min Dritte im B-Lauf. Anschließend belegte sie bei den U23-Europameisterschaften in Espoo in 52,33 s den fünften Platz im Einzelbewerb und gewann mit der Frauenstaffel in 3:30,62 min die Silbermedaille hinter dem französischen Team. Kurz darauf verpasste sie bei den Weltmeisterschaften in Budapest mit 3:14,38 min den Finaleinzug in der Mixed-Staffel und schied über 400 Meter mit 52,66 s in der ersten Runde aus. Zudem schied sie mit der Frauenstaffel mit 3:29,07 min im Vorlauf aus. Bei den World Athletics Relays 2024 in Nassau sicherte sie der Schweizer 4-mal 400 Meter Staffel in der 2. Qualifikationsrunde für die Olympischen Spiele einen Startplatz in Paris. Anschließend schied sie bei den Europameisterschaften in Rom mit 52,16 s im Halbfinale über 400 Meter aus. Im August verpasste sie bei den Olympischen Sommerspielen in Paris mit 3:12,77 min den Finaleinzug in der Mixed-Staffel und mit der Frauenstaffel schied sie mit 3:29,75 min ebenfalls im Vorlauf aus.
In den Jahren 2023 und 2024 wurde Senn Schweizer Meisterin im 400-Meter-Lauf.

## Persönliche Bestleistungen
- 400 Meter: 51,58 s, 29. Juni 2024 in Winterthur
  - 400 Meter (Halle): 55,01 s, 8. Februar 2020 in Magglingen